# Kenedi Géza
Magyarpadéi Kenedi Géza, eredetileg Kaufmann Géza (Magyarpadé, 1853. november 25. – Budapest, 1935. május 15.) ügyvéd, író, újságíró, a Pesti Hírlap szerkesztője, országgyűlési képviselő.

## Pályája
Kaufmann Nándor gazdatiszt és Lukrics/Ludvits Anna fia. A gimnáziumot Szegeden és Pécsett végezte. Kaufmann családi nevét 1874-ben változtatta Kenedire (Kenedyre). Pécsett az ottani akadémián jogot hallgatott, majd a budapesti egyetemre ment, ahol 1877-ben államtudományi, 1880-ban jogi doktor lett. Joggyakorlatát Pest megye árvaszékénél töltötte. 1878-ban mint önkéntes altiszt végigharcolta a boszniai hadjáratot. Visszatérve újságíróként működött, közben folytatta joggyakorlatát Pest megyénél, melynek később tiszteletbeli alügyésze volt. 1880. október 14-én Budapesten, a terézvárosi plébánián házasságot kötött Lőwy Erzsébet Laurával. 1881-ben ügyvédi oklevelet szerzett, 1888-tól a fővárosban ügyvédi gyakorlatot folytatott. A budapesti újságírók egyesületének alelnöke, a szegedi Dugonics Társaságnak és a Kisfaludy Társaságnak (1921) tagja volt.
A Medve utcai általános iskolában is tanított.
Költeményei már 1870-ben megjelentek Pécsett. A budapesti egyetemen 1875-ben megnyerte a Toldy Ferenc emlékezetére kitűzött irodalmi pályázatot. Pécsett 1876-ban Pannónia címen dr. Karay Lajossal lapot indított. Miután az megszűnt, végleg Budapesten telepedett le és itt 1877-től 1880-ig a Lukács Béla által szerkesztett Közvélemény című mérsékelt ellenzéki lap munkatársa volt (a háborúban töltött nyolc hónap alatt is). Vezércikkei és tárcái névaláírással, –di és (*) jellel jelentek meg a lapban. 1881-ben Borostyáni Nándor és Mikszáth Kálmán társaságában belépett a Pesti Hírlap munkatársai közé, majd felelős szerkesztőként működött. Politikai cikkei a lapban (1881–1897 között) név nélkül jelentek meg. Ugyanott számos szociológiai és erkölcsfilozófiai tárcacikket publikált, jobbára Quintus, Tubero vagy Geicha álnevek alatt.
1900-ig kétezernél több vezércikket írt. Lapján kívül számos más lapban is jelentek meg írásai. Mint jogtudományi író a Jogtudományi Közlöny (1889–1897), az Ügyvédek Lapja és a Jog című lapokba írt. 1896–1897-ben az igazságügyminiszter megbízásából részt vett a bűnvádi eljárás és sajtójog kodifikációjában. Külön tanulmányokat közölt Fiume és a magyar tengermellék államjogi, történeti és természeti viszonyairól.
1902-ben megvált a Pesti Hírlaptól és Az Ujság főmunkatársa lett. 1910-től 1918-ig kormánypárti színekben országgyűlési képviselő volt. A Tanácsköztársaság után is több lap munkatársaként dolgozott. Élete utolsó éveiben tagja volt a lengyel–magyar kapcsolatok ápolását célul tűző Magyar Mickiewicz Társaságnak.
A Farkasréti temetőben helyezték örök nyugalomra.

## Munkái
- A Quarnero, Fiume és Abbazia. Budapest, 1884.
- A Dunától a Quarneróig. Budapest, 1890.
- Szénrajzok. Tárcacikkek. Budapest, 1894.
- A világ vége. Flammarion Camille után fordította. Budapest, 1894.
- Gyarlóságok. Budapest, 1898.
- Problémák. Budapest, 1899.
- Három elbeszélés. Budapest, 1901.
- Kriminális történetek. Budapest, 1902.
- Lőporfüst. Budapest, 1904.
- A magyar szerzői jog, az 1884 : XVI. törvénycikk rendszeres magyarázata. Budapest, 1908. Online
- Az élet könyve. Budapest, 1909. (3. kiadás)
- Szociológiai nyomozások. Budapest, 1910.
- Száz eset az életből. Budapest, 1911.
- Feminista tanulmányok. Budapest, 1912.
- Anekdóták a magyar közéletből. Budapest, 1912.
- Írások és tanulmányok. Budapest, 1916.
- A hodsa meséi. Budapest, 1924.